# Soluzioni al cambiamento climatico
Le soluzioni al cambiamento climatico comprendono un insieme coordinato di strategie scientifiche, tecnologiche, sociali e politiche finalizzate a mitigare gli effetti del riscaldamento globale causato dall'attività umana e adattarsi ai suoi impatti. Alcune azioni per mitigare il cambiamento del clima potrebbero includere le energie rinnovabili, tecniche di cattura del carbonio, modelli di economia circolare o rigenerazione degli ecosistemi. Le strategie di mitigazione includono cambiamenti nell'utilizzo dei terreni e tecnologie per rimuovere l'anidride carbonica (CO2), metano (CH4) e altri gas serra dall'atmosfera.
Si prevede un'ulteriore crescita del 40% delle emissioni di CO2 entro il 2030. Il cambiamento climatico potrebbe impattare negativamente sulla frequenza e severità di eventi meteorologici estremi come ondate di calore, tempeste, incendi boschivi, alluvioni, siccità. Tuttavia, tramite le azioni collettive e politiche internazionali coordinate, i livelli di gas serra potrebbero essere ridotti. L'Accordo di Parigi ha come obiettivo limitare l'aumento della temperatura media globale ben al di sotto dei 2 °C rispetto ai livelli pre-industriali.
L'IPCC ha definito la rimozione dell'anidride carbonica come "Attività ad opera dell’uomo che rimuovono l'anidride carbonica (CO2) dall'atmosfera e la immagazzinano in modo duraturo in serbatoi geologici, terrestri o oceanici o nei prodotti. Include il miglioramento antropogenico esistente e potenziale dei pozzi biologici o geochimici di CO2 e la cattura diretta e lo stoccaggio di anidride carbonica (DACCS) dell'aria, ma esclude l'assorbimento naturale di CO2 non direttamente causato dalle attività umane."

## Riduzione delle emissioni
A livello globale, le emissioni legate ai combustibili fossili sono responsabili di circa il 65% della mortalità in eccesso e del 70% del raffreddamento climatico dovuto agli aerosol antropogenici, che alterano le precipitazioni. Nel 2022, il Gruppo intergovernativo di esperti sul cambiamento climatico (IPCC) ha affermato che le emissioni di gas serra dovrebbero diminuire del 43% entro il 2030 per avere buone probabilità di limitare il riscaldamento globale a 1,5 C.

## Energia a basse emissioni di carbonio
Il settore energetico è il principale emettitore di anidride carbonica (CO2). Le raccomandazioni dell’IPCC includono una riduzione dell’utilizzo di combustibili fossili, aumentare la produzione di risorse energetiche a basso o zero emissioni di carbonio, l’adozione diffusa di elettricità e vettori energetici alternativi.